# Camp Rock
Camp Rock (Alternativtitel: Camp Rock – Sei anders, sei Du selbst!) ist ein US-amerikanischer Fernsehfilm aus dem Jahr 2008. Regie führte Matthew Diamond, das Drehbuch schrieben Karin Gist, Regina Y. Hicks, Julie Brown und Paul Brown.

## Handlung
Mitchie Torres, ein an ihrer Schule unbeliebtes Mädchen, träumt davon, im Sommer am Camp Rock teilzunehmen. Jedoch fehlt ihrer Familie das nötige Geld. Um ihrer Tochter ihren Traum trotzdem erfüllen zu können, nimmt ihre Mutter Connie den Job als Köchin im Camp an. Dort angekommen, freundet sich Mitchie mit Caitlyn Geller an. Als jedoch Tess Tyler mit ihrer berühmten Mutter angibt, behauptet auch Mitchie, dass sie eine berühmte und reiche Mutter habe. Daraufhin lädt Tess Mitchie in ihre Clique ein. Nachdem Mitchie einen ihrer Songs gesungen hat, lässt Tess sie zusammen mit Ella und Peggy Background singen, um ihr offensichtliches Talent vor den anderen zu verstecken und der einzige Star zu bleiben.
Unterdessen wird der Popstar Shane Gray von seinen Bandmitgliedern Nate und Jason ins Camp Rock geschickt, da er in der Öffentlichkeit als unhöflich dargestellt wird, was er im Camp auch nochmal bestätigt. Als Shane jedoch Mitchie kennen lernt, findet er wieder zu sich selbst zurück und engagiert sich vor allem für die vielen Talente im Camp Rock und gibt zusammen mit Nate und Jason ein Konzert als Connect 3, bei dem sie neue Musikrichtungen und Songs spielen, die Shane im Camp Rock geschrieben hat.
Nachdem Tess und Caitlyn sich gegenseitig mit Essen bewerfen, wird Caitlyn mit Küchendienst bestraft und entdeckt das Geheimnis von Mitchie. Als auch Tess dieses entdeckt, wird Mitchie erneut zu einem Außenseiter. Damit ihr von Mitchie beim Final Jam keine Konkurrenz droht, lässt sie es so aussehen, als ob Mitchie und Caitlyn ihr Armband gestohlen hätten, damit die beiden vom Final Jam ausgeschlossen werden.
Jedoch verliert Tess wegen ihrer arroganten Art Ella und Peggy als ihre Mitläufer.
Nachdem beim Final Jam Barron, Sander und Ella, Tess sowie Peggy einen Song gesungen haben und Connect 3 sich als Jury zurückgezogen hat, treten Mitchie und Caitlyn noch auf, da ihre Strafe nur bis zum Ende des Final Jam dauerte. Außerdem gesteht Tess, dass sie die beiden mit dem Armband reingelegt hat. Während des Songs findet auch Shane Mitchie wieder, der sie aufgrund ihrer Stimme lange gesucht hatte. Letztendlich gewinnt Peggy den Wettbewerb, den Pokal sowie eine Studioaufnahme mit Shane Gray. Der Film endet damit, dass alle Teilnehmer zusammen den Song We Rock singen.

## Kritik
Die Zeitschrift TV Spielfilm schrieb, der Film bereite Zuschauern von Sendungen wie Popstars und Deutschland sucht den Superstar Freude. Der routinierte Regisseur lasse „seine niedlichen Möchtegern-Stars hier bei jeder Gelegenheit in geziertes Gezucke und Gezicke ausbrechen“.
Neil Genzlinger schrieb in der New York Times, der Film bestehe aus zwei Höhepunkten – während die Connect Three “Play My Music” spielen und „eine witzige Bemerkung“ über die Fernsehserie Barney in der Demi Lovato ebenfalls mitspielte –, die während des schematischen Rest des Films zum Nachdenken geben.

## Hintergrund
Der Film wurde in Haliburton (Ontario) und in Minden Hills (Ontario) gedreht. Seine Premiere in den Vereinigten Staaten und in Kanada fand am 20. Juni 2008 statt. Die Premiere in Deutschland folgte am 19. September 2008 auf dem Disney Channel, einen Tag später wurde er im österreichischen Fernsehsender ORF 1 als Free-TV-Premiere ausgestrahlt.
| Fernsehsender      | Datum              | Zuschauer      |
| ------------------ | ------------------ | -------------- |
| Disney Channel USA | 20. Juni 2008      | 8.86 Millionen |
| Disney Channel     | 19. September 2008 | -              |
| ProSieben          | 20. September 2008 | 1,56 Millionen |
| Super RTL          | 6. November 2009   | TBA            |

## Fortsetzung
Die Fortsetzung, die den Titel Camp Rock 2: The Final Jam trägt, wurde im Herbst 2009 in Toronto gedreht und erschien am 3. September 2010 erstmals auf dem Disney Channel in Deutschland und Amerika.

## Synchronisation

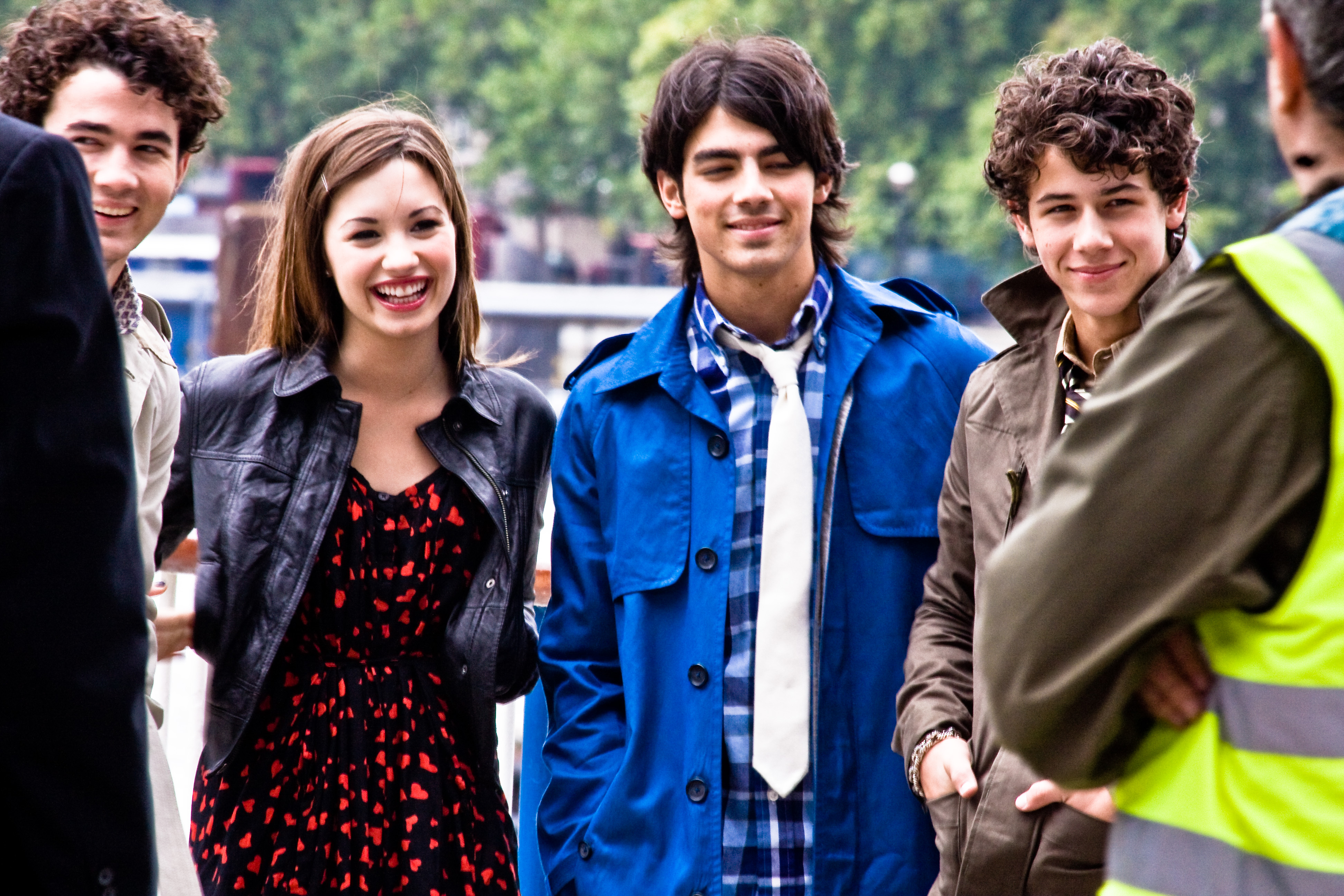
Kevin Jonas, Demi Lovato, Joe Jonas und Nick Jonas spielen Jason, Mitchie, Shane und Nate (von links)

Die Synchronisation erfolgte durch die Film- & Fernseh-Synchron nach dem Dialogbuch von Solveig Duda, welche zugleich die Dialogregie übernahm.
| Rolle                             | Darsteller                | Sprecher                |
| --------------------------------- | ------------------------- | ----------------------- |
| Barron James                      | Jordan Francis            | Simon Pearce            |
| Brown Cessario                    | Daniel Fathers            | Philipp Brammer         |
| Caitlyn Geller                    | Alyson Stoner             | Sonja Gerhardt          |
| Connie Torres                     | Maria Canals-Barrera      | Kathrin Simon           |
| Dee La Duke                       | Julie Brown               | Dorothea Anzinger       |
| Ella Pador                        | Anna Maria Perez de Taglé | Jana Kilka              |
| Jason Gray                        | Kevin Jonas               | Roman Wolko             |
| Mitchie Torres                    | Demi Lovato               | Annina Braunmiller-Jest |
| Nate Gray                         | Nick Jonas                | John-Alexander Döring   |
| Peggy Warburton                   | Jasmine Richards          | Katharina Iacobescu     |
| Sander Loyer                      | Roshon Fegan              | Philipp Moschitz        |
| Shane Gray                        | Joe Jonas                 | Patrick Roche           |
| Tess Tyler                        | Meaghan Jette Martin      | Gabrielle Pietermann    |
| Margaret Dupree (Peggy Warburton) | Jasmine Richards          | Katharina Iacobescu     |
| Lola Scott                        | Aaryn Doyle               | Mailka Bayerwaltes      |
| Steve Torres                      | Edward Jaunz              | Claus-Peter Damitz      |
| Sierra                            | Bailey Stocker            | Jacqueline Belle        |

## Soundtrack
Der Soundtrack, der alle Lieder des Filmes beinhaltet, erschien am 17. Juni 2008.

## Hörspiel
- Hörspiellänge: 59:22 Minuten
- Originalstimmen aus dem Film
- Sprecherin ist Sabine Fischer
- Soundtrack:

1. Who Will I Be? – Demi Lovato
2. This Is Me – Demi Lovato
3. Gotta Find You – Joe Jonas
4. This Is Me – Demi Lovato & Joe Jonas
5. We Rock – Cast of Camp Rock

- Musikvideo: Start the Party